# Trachysphyrus ornatipes
Trachysphyrus ornatipes är en stekelart som först beskrevs av Brethes 1919.  Trachysphyrus ornatipes ingår i släktet Trachysphyrus och familjen brokparasitsteklar. Inga underarter finns listade i Catalogue of Life.